# Ding Liren
Ding Liren (Kineski: 丁立人; pinyin: Dīng Lìrén; rođen 24. oktobra 1992) je kineski šahovski velemajstor i trenutni svetski šahovski šampion. On je kineski šahovski igrač sa najvećim rejtingom u istoriji i takođe trostruki šahovski šampion Kine. Pobedio je Maxima Vachier-Lagrava 2019. godine u finalu Grand Chess Tour-a, i tako dobio prvo mesto. Takođe je iste godine osvojio i Sinquefield Cup, kao prvi igrač od 2007. da je porazio Magnusa Carlsena u playoff meču. Ding je prvi kineski igrač koji je igrao u Turniru kandidata i prešao 280
0 Elo rejting na FIDE svetskoj tabeli. U julu 2016. godine, sa blic rejtingom od 2875, bio je blic igrač sa najviše bodova na svetu, Ding je nijednom poražen u klasičnom šahu, u periodu od avgusta 2017. do novembra 2018. godine, sa 29 pobeda i 71 nerešenom partijom. Ovaj rekord od 100 partija bez gubitaka je bio najduži u istoriji profesionalnog šaha na ovom nivou, dok taj rekord nije Carlsen oborio u 2019. godini. Liren je trenutno treći najbolji igrač klasičnog šaha, posle Carlsena i Iana Nepomniachtchia i osvojio je Svetski šahovski šampionat 2023, pobedivši Nepomniachtchia u finalu (trebali su Ian i Magnus da igraju, ali pošto je Carlsen odbio da brani titulu, a Ding je bio na listi odmah posle Iana, njih dvojica su igrali na kraju), i tako je postao prvi kineski igrač koji poseduje titulu.

## Rani život i edukacija
Ding je rođen u Vendžou, Kini i počeo je sa učenjem šaha kada je imao četiri godine. Pohađao je ovde osnovnu i srednju školu, a na univerzitetu u Pekingu je završio pravnu školu.

## Šahovska karijera
Ding je trostruki šahovski šampion Kine (2009, 2011, 2012) i predstavljao je Kinu na sve četiri šahovske olimpijade - od 2012. do 2018. godine - osvojivši sa svojim timom zlatne medalje u 2014. i 2018. godini. i individualno bronzanu (2014) i zlatnu medalju (2018). Takođe je osvojio timsku zlatnu medalju i individualnu srebrnu na Svetskim timskim šampionatima 2015. godine.
Avgusta 2015. je postao prvi kineski igrač, posle Wanga Yuea, koji je ušao na FIDE listu top 10 svetskih rangova. Jula 2016, sa blic rejtingom od 2875 poena, je bio najviše rangirani blic igrač na svetu.
U septembru 2017. godine je postao prvi kineski igrač da se kvalifikuje za Turnir kandidata, što je pretposlednji korak na putu ka svetskom šampionatu. Na Turniru Kandidata 2018. godine (za koji se kvalifikovao u prethodnoj godini) se plasirao četvrti, sa jednom pobedom i 13 nerešenih partija i tako bio jedini kandidat bez poraza na ovom turniru. Septembra 2018. godine, Ding je postao prvi igrač iz Kine koji je prešao Elo rejting od 2800 na FIDE svetskoj listi, a u novembru je dostigao rejting od 2816, po redu deseti najbolji šahovski rejting na svetu, a to dostignuće deli sa još nekim igračima trenutno.
U avgustu 2019. godine, osvojio je Sinquefield Kup, sa dve pobede i 9 nerešenih mečeva, pobedivši trenutnog svetskog šampiona Magnusa Carlsena u playoff mečevima.   
U oktobru iste godine, Ding se kvalifikovao za Turnir kandidata 2020-21, tako što je završio drugi na Svetskom kupu po drugi put zaredom. Imao je loš početak na Turniru kandidata, ali i pored toga je završio na nerešenom mestu između petog i šestog mesta.
Zajedno sa Magnusom Carlsenom, Maximom Vachier-Lagravom i Levonom Aronjaninom, Ding je bio finalista Velike Šahovske Turneje 2019. godine. Tada je i osvojio ovo takmičenje, gde je pobedio Aronjana u polufinalu i Vachier-Lagrava u finalu.

### Kandidat
Posle disfalifikacije Sergeja Karjakina sa Turnira kandidata 2022, Ding je bio igrač sa najvećim rejtingom na listi, koji nije već bio kvalifikovan.
Nije mogao da putuje na turnire van Kine tokom COVID-19 pandemije i zato nije imao minimalni broj mečeva potreban za kvalifikaciju, ali Kineska šahovska asocijacija je organizovala tri različita  rangirana turnira u kratkom vremenu, da bi mogao da se kvalifikuje.
Na Turniru kandidata, Ding je osvojio drugo mesto, oporavljujući se od slabog početka, da bi na kraju završio sa 4 pobede, 8 nerešenih partija i 2 izgubljene. Kako je trenutni šampion, Magnus Carlsen, odbio da brani svoju titulu protiv Iana Nepomniachtchia, pobednika Kandidata 2022. godine, Dingovo drugo mesto ga je kvalifikovalo da igra protiv Iana na Svetskom šahovskom šampionatu 2023, umesto Magnusa.
U 2023. godini je Ding igrao na Šahovskom turniru u Vajk an Zeu 2023, gde je izgubio od Richarda Rapporta, R Praggnanandhaa i Anish Girija; ovi gubici su bacili Dingov rejting ispod 2800 poena, ostavljajući Magnusa Carlsena da zadrži rejting iznad 2800.

### 2023 FIDE Svetski šampionat u šahu
Ding je osvojio šampionat i postao prvi kineski igrač koji drži titulu svetskog šahovskog šampionata. Porazio je Nepomniachtchia posle niza nerešenih partija, pobedivši u četvrtoj partiji, gde je igrao crnim figurama.
|                    | Rejting | Klasične partije | Klasične partije | Klasične partije | Klasične partije | Klasične partije | Klasične partije | Klasične partije | Klasične partije | Klasične partije | Klasične partije | Klasične partije | Klasične partije | Klasične partije | Klasične partije | Poeni | Brzopotezne partije | Brzopotezne partije | Brzopotezne partije | Brzopotezne partije | Ukupno |
| ------------------ | ------- | ---------------- | ---------------- | ---------------- | ---------------- | ---------------- | ---------------- | ---------------- | ---------------- | ---------------- | ---------------- | ---------------- | ---------------- | ---------------- | ---------------- | ----- | ------------------- | ------------------- | ------------------- | ------------------- | ------ |
| 1                  | Rejting | 2                | 3                | 4                | 5                | 6                | 7                | 8                | 9                | 10               | 11               | 12               | 13               | 14               | 15               | Poeni | 16                  | 17                  | 18                  |                     | Ukupno |
| Ian Nepomniachtchi | 2795    | ½                | 1                | ½                | 0                | 1                | 0                | 1                | ½                | ½                | ½                | ½                | 0                | ½                | ½                | 7     | ½                   | ½                   | ½                   | 0                   | 8½     |
| Ding Liren         | 2788    | ½                | 0                | ½                | 1                | 0                | 1                | 0                | ½                | ½                | ½                | ½                | 1                | ½                | ½                | 7     | ½                   | ½                   | ½                   | 1                   | 9½     |
|                    |         |                  |                  |                  |                  |                  |                  |                  |                  |                  |                  |                  |                  |                  |                  |       |                     |                     |                     |                     |        |

## Spoljašne veze
- Ding Liren -ova stranica na FIDE portalu
- Dingov profil i partije na Chessgames.com
- Partije Dinga na 365Chess.com
- Nalog Ding Lirena na Chess.com